# Taylor Ruck
Taylor Madison Ruck (* 28. Mai 2000 in Kelowna, British Columbia) ist eine kanadische Schwimmerin. Sie gewann bei Olympischen Spielen eine Silbermedaille und drei Bronzemedaillen. Bei Weltmeisterschaften erhielt sie bis 2024 auf der 50-Meter-Bahn zwei Silbermedaillen und sechs Bronzemedaillen. Auf der 25-Meter-Bahn waren es zweimal Gold, zweimal Silber und dreimal Bronze. Hinzu kamen bei Commonwealth Games eine Goldmedaille, fünf Silbermedaillen und zwei Bronzemedaillen.

## Sportliche Karriere

### 2015 bis 2018
Taylor Rucks internationale Karriere begann bei den Junioren-Weltmeisterschaften 2015. Dort gewann sie die Titel über 100 Meter und über 200 Meter Freistil. Hinzu kam eine Silbermedaille mit der 4-mal-200-Meter-Freistilstaffel sowie Bronze über 200 Meter Rücken und mit der 4-mal-100-Meter-Freistilstaffel. Eine weitere Goldmedaille erkämpfte sie mit der 4-mal-100-Meter-Mixed-Freistilstaffel. Bei den olympischen Schwimmwettbewerben 2016 in Rio de Janeiro gewann sie zunächst die Bronzemedaille mit der 4-mal-100-Meter-Freistilstaffel hinter den Australierinnen und dem Quartett aus den Vereinigten Staaten. Vier Tage später siegte die 4-mal-200-Meter-Freistilstaffel aus den Vereinigten Staaten vor den Australierinnen und den Kanadierinnen. In der 4-mal-100-Meter-Lagenstaffel wurde Taylor Ruck nur im Vorlauf eingesetzt, die kanadische Staffel belegte im Finale den fünften Platz. Ende 2016 war Windsor in Ontario Austragungsort der Kurzbahnweltmeisterschaften 2016. Taylor Ruck siegte mit der 4-mal-50-Meter-Freistilstaffel und mit der 4-mal-200-Meter-Freistilstaffel. Die kanadische 4-mal-100-Meter-Freistilstaffel schwamm die schnellste Vorlaufzeit, wurde aber im Finale disqualifiziert. Ruck erhielt noch eine Silbermedaille in der Lagenstaffel, wo sie nur im Vorlauf dabei war. Über 200 Meter Freistil gewann sie die Bronzemedaille hinter der Italienerin Federica Pellegrini und der Ungarin Katinka Hosszú.
2017 bei den Junioren-Weltmeisterschaften in Indianapolis siegte Taylor Ruck über 200 Meter Freistil und wurde über 100 Meter Rücken Zweite. Drei weitere Goldmedaillen gewann Ruck mit den Frauenstaffeln und zwei weitere Goldmedaillen mit den Mixed-Staffeln. Im April 2018 bei den Commonwealth Games in Gold Coast gewann Taylor Ruck bei acht Starts acht Medaillen, darunter nur drei mit Staffeln, da keine Mixed-Wettbewerbe ausgetragen wurden. Rucks größter Erfolg war der Sieg über 200 Meter Freistil, als sie 0,04 Sekunden vor der Australierin Ariarne Titmus anschlug. Über 200 Meter Rücken gab es einen kanadischen Doppelsieg für Kylie Masse und Taylor Ruck. In allen drei Staffeln siegten die Australierinnen vor den Kanadierinnen. Vier Monate später bei den Pan Pacific Swimming Championships 2018 in Tokio gewann Taylor Ruck fünf Medaillen, darunter Gold über 200 Meter Freistil. In beiden Freistilstaffeln siegte Australien vor den Vereinigten Staaten und Kanada. In der Lagenstaffel wurden die Kanadierinnen Vierte hinter Australien, USA und Japan.

### 2019 bis 2024
Im Juli 2019 nahm sie an den Weltmeisterschaften in Gwangju teil. Dort gewann sie drei Bronzemedaillen in den Frauenstaffeln, wobei sie in der Lagenstaffel nur im Vorlauf eingesetzt wurde. In den Einzelwettbewerben verpasste sie mit einem vierten Platz über 100 Meter Rücken nur um 0,05 Sekunden eine Bronzemedaille. Hinzu kamen fünfte Plätze über 100 Meter Freistil und über 200 Meter Rücken. Wegen der COVID-19-Pandemie fanden die eigentlich für 2020 geplanten Olympischen Spiele in Tokio erst 2021 statt. Ruck gewann zunächst die Silbermedaille mit der 4-mal-100-Meter-Freistilstaffel, wobei sie nur im Vorlauf eingesetzt wurde. Über 100 Meter Rücken verpasste Ruck den Finaleinzug als Neunte des Halbfinales um 0,15 Sekunden. Über 200 Meter Rücken erreichte Ruck das Finale und belegte den sechsten Platz, ihre Landsfrau Kylie Masse gewann auf beiden Rückenstrecken Silber. In der Lagenstaffel wurde Ruck nur im Vorlauf eingesetzt, im Finale gewannen die Kanadierinnen mit Kylie Masse die Bronzemedaille.
2022 bei den Weltmeisterschaften in Budapest gewann Ruck Silber mit der 4-mal-100-Meter-Freistilstaffel und Bronze mit der 4-mal-200-Meter-Freistilstaffel. Ihre beste Einzelplatzierung war der sechste Platz über 200 Meter Freistil. Eine weitere Silbermedaille erhielt Ruck für ihren Vorlaufeinsatz in der 4-mal-100-Meter-Mixed-Freistilstaffel. Ende 2022 bei den Kurzbahnweltmeisterschaften in Melbourne gewann Ruck drei Staffelmedaillen. Über 100 Meter Freistil wurde sie Sechste, auf der doppelt so langen Strecke belegte sie den siebten Platz. 2023 belegte Ruck bei den Weltmeisterschaften in Fukuoka den siebten Platz mit der 4-mal-100-Meter-Freistilstaffel.
2024 gewann Ruck bei den Weltmeisterschaften in Doha Bronze mit der 4-mal-100-Meter-Freistilstaffel und mit der Lagenstaffel. Mit der 4-mal-200-Meter-Freistilstaffel wurde sie Sechste. Über 50 Meter Freistil erreichte sie den fünften Platz. Mit der 4-mal-100-Meter-Mixed-Freistilstaffel verpasste sie als Vierte die Medaillen um anderthalb Sekunden. Fünf Monate später bei den Olympischen Spielen in Paris wurde Ruck mit der 4-mal-100-Meter-Freistilstaffel Vierte mit 2,69 Sekunden Rückstand auf die drittplatzierten Chinesinnen. In der Mixed-Lagenstaffel war Ruck nur im Vorlauf dabei, im Finale erreichte das kanadische Quartett den fünften Platz. Bei ihrem Einzelstart über 50 Meter Freistil schied Ruck im Halbfinale mit der 13. Zeit aus.

## Internationale Medaillen
Taylor Ruck gewann in der Erwachsenenklasse folgende Medaillen bei internationalen Meisterschaften:

### Olympische Spiele
- 2016 in Rio de Janeiro
  - Bronze 4-mal-100-Meter-Freistilstaffel mit Sandrine Mainville, Chantal van Landeghem, Taylor Ruck und Penny Oleksiak; im Vorlauf eingesetzt: Michelle Williams
  - Bronze 4-mal-200-Meter-Freistilstaffel mit Katerine Savard, Taylor Ruck, Brittany MacLean und Penny Oleksiak; im Vorlauf eingesetzt: Emily Overholt und Kennedy Goss
- 2021 in Tokio
  - Silber 4-mal-100-Meter-Freistilstaffel mit Kayla Sanchez, Margaret Mac Neil, Rebecca Smith und Penny Oleksiak; im Vorlauf eingesetzt: Taylor Ruck
  - Bronze 4-mal-100-Meter-Lagenstaffel mit Kylie Masse, Sydney Pickrem, Margaret Mac Neil und Penny Oleksiak; im Vorlauf eingesetzt: Taylor Ruck und Kayla Sanchez

### Weltmeisterschaften
- 2019 in Gwangju
  - Bronze 4-mal-100-Meter-Freistilstaffel mit Kayla Sanchez, Taylor Ruck, Penny Oleksiak und Margaret Mac Neil; im Vorlauf eingesetzt: Rebecca Smith
  - Bronze 4-mal-200-Meter-Freistilstaffel mit Kayla Sanchez, Taylor Ruck, Emily Overholt und Penny Oleksiak; im Voarlauf eingesetzt: Emma Maire O'croinin und Rebecca Smith
  - Bronze 4-mal-100-Meter-Lagenstaffel mit Kylie Masse, Sydney Pickrem, Margaret Mac Neil und Penny Oleksiak; im Vorlauf eingesetzt: Kierra Smith, Rebecca Smith und Taylor Ruck
- 2022 in Budapest
  - Silber 4-mal-100-Meter-Freistilstaffel mit Kayla Sanchez, Taylor Ruck, Margaret Mac Neil und Penny Oleksiak; im Vorlauf eingesetzt: Rebecca Smith und Katerine Savard
  - Silber 4-mal-100-Meter-Mixed-Freistilstaffel mit Joshua Liendo, Javier Acevedo, Kayla Sanchez und Penny Oleksiak; im Vorlauf eingesetzt: Ruslan Gaziev, Taylor Ruck und Margaret Mac Neil
  - Bronze 4-mal-200-Meter-Freistilstaffel mit Summer McIntosh, Kayla Sanchez, Taylor Ruck und Penny Olesniak; im Vorlauf eingesetzt: Mary-Sophie Harvey, Katerine Savard und Rebecca Smith
- 2024 in Doha
  - Bronze 4-mal-100-Meter-Freistilstaffel mit Rebecca Smith, Sarah Fournier, Katerine Savard und Taylor Ruck; im Vorlauf eingesetzt: Ella Jansen
  - Bronze 4-mal-100-Meter-Lagenstaffel mit Ingrid Wilm, Sophie Angus, Rebecca Smith und Taylor Ruck; im Vorlauf eingesetzt: Sydney Pickrem und Katerine Savard

### Kurzbahnweltmeisterschaften
- 2016 in Windsor
  - Gold 4-mal-50-Meter-Freistilstaffel mit Michelle Williams, Sandrine Mainville, Taylor Ruck und Penny Oleksiak; im Vorlauf eingesetzt: Alexia Zevnik und Sarah Darcel
  - Gold 4-mal-200-Meter-Freistilstaffel mit Katerine Savard, Taylor Ruck, Kennedy Goss und Penny Oleksiak; im Vorlauf eingesetzt: Alexia Zevnik
  - Silber 4-mal-100-Meter-Lagenstaffel mit Kylie Masse, Rachel Nicol, Katerine Savard und Penny Oleksiak; im Vorlauf eingesetzt: Taylor Ruck und Hilary Caldwell
  - Bronze 200 Meter Freistil
- 2022 in Melbourne
  - Silber 4-mal-200-Meter Freistilstaffel mit Rebecca Smith, Katerine Savard, Mary-Sophie Harvey und Taylor Ruck; im Vorlauf eingesetzt: Sydney Pickrem und Kelsey Wog
  - Bronze 4-mal-100-Meter-Freistilstaffel mit Rebecca Smith, Taylor Ruck, Margaret Mac Neil und Katerine Savard; im Vorlauf eingesetzt: Mary-Sophie Harvey
  - Bronze 4-mal-100-Meter-Lagenstaffel mit Ingrid Wilm, Sydney Pickrem, Margaret Mac Neil und Taylor Ruck; im Vorlauf eingesetzt: Kylie Masse, Rachel Nicol, Katerine Savard und Rebecca Smith

### Commonwealth Games
- 2018 in Gold Coast
  - Gold 200 Meter Freistil
  - Silber 50 Meter Freistil
  - Silber 200 Meter Rücken
  - Silber 4-mal-100-Meter-Freistilstaffel mit Alexia Zevnik, Kayla Sanchez, Penny Oleksiak und Taylor Ruck
  - Silber 4-mal-200-Meter-Freistilstaffel mit Penny Oleksiak, Kayla Sanchez, Rebecca Smith und Taylor Ruck
  - Silber 4-mal-100-Meter-Lagenstaffel mit Kylie Masse, Kierra Smith, Penny Oleksiak und Taylor Ruck
  - Bronze 100 Meter Freistil
  - Bronze 100 Meter Rücken

### Pan Pacific Swimming Championships
- 2018 in Tokio
  - Gold 200 Meter Freistil
  - Silber 200 Meter Rücken
  - Bronze 100 Meter Freistil
  - Bronze 4-mal-100-Meter-Freistilstaffel mit Alexia Zevnik, Rebecca Smith, Kayla Sanchez und Taylor Ruck
  - Bronze 4-mal-200-Meter-Freistilstaffel mit Mackenzie Padington, Rebecca Smith, Taylor Ruck und Kayla Sanchez